# Lamprologus stappersi
Lamprologus stappersi és una espècie de peix de la família dels cíclids i de l'ordre dels perciformes.
Els mascles poden assolir els 5,1 cm de longitud total.
Es troba a Àfrica: República Democràtica del Congo.